# Rocca Roveresca (Mondavio)
La Rocca Roveresca  est une ancienne forteresse située dans la commune de Mondavio (province de Pesaro et d'Urbino dans les Marches,.
La forteresse de Mondavio représente l'un des témoignages les plus importants et les plus intéressants de l'activité de planification militaire de Francesco di Giorgio Martini dans la région des Marches. Elle est maintenant un complexe muséal de reconstitution historique.

## Historique
La forteresse a été construite sur commande de Jean della Rovere, avec d'autres forteresses du duché d'Urbino (Cagli, Cantiano, Fossombrone, Frontone, Rocca di Sassocorvaro, Pergola, Mondolfo), et remonte selon toute probabilité à la phase ultérieure de l'activité de l'architecte siennois, probablement à la décennie 1482-1492. La construction est restée inachevée en raison du retour de l'architecte Francesco di Giorgio Martini dans sa Sienne natale et de la mort concomitante du maître d'ouvrage Jean della Rovere et de l'architecte (1501). 
En 1631, à la mort du dernier duc d'Urbino (Francesco Maria II della Rovere), le duché redevint partie des États pontificaux et la forteresse de Mondavio, n'ayant plus de fonction défensive, fut transformée en prison papale. Cette utilisation s'est poursuivie même après l'unification de l'Italie jusque dans les années 1940.

## Architecture

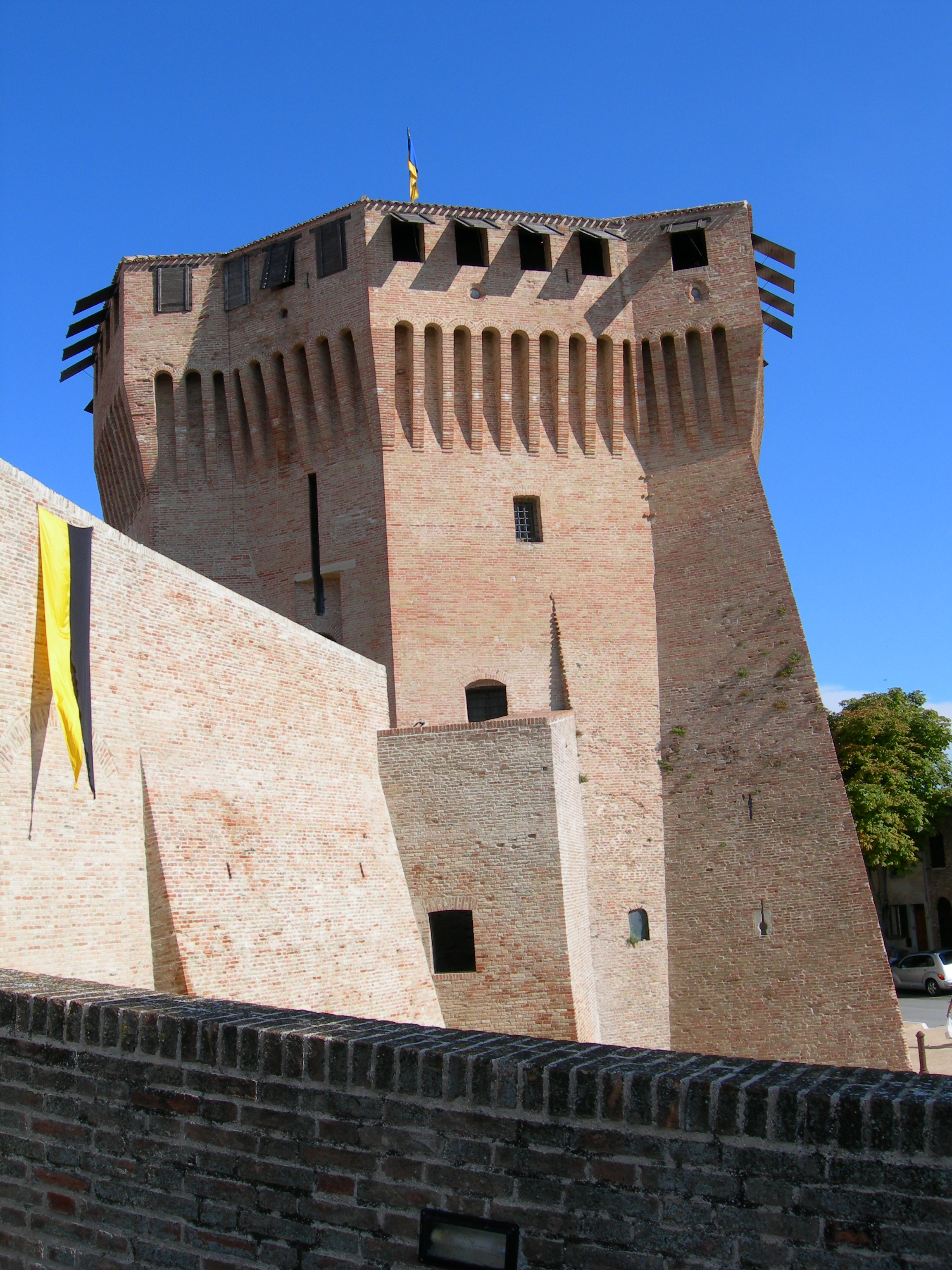
Le Donjon de la Forteresse.

Contrairement à de nombreuses autres forteresses de l'architecte Martini, la forteresse de Mondavio a survécu jusqu'à nos jours dans un excellent état de conservation (bien que rénovée à plusieurs reprises), n'ayant jamais subi d'attaques ni de sièges. La majestueuse forteresse ressemble à une véritable « machine de guerre », dont chaque forme et structure a été conçue pour résister aux attaques lancées avec les armes de l'époque : aussi bien avec des armes à réaction (catapultes, trébuchets) qu'avec des armes à feu, qui commençaient à se propager dans ces années. 
La présence du donjon domine l'ensemble de la structure tant par sa taille que par sa forme particulière. Ses huit faces à la figuration complexe et irrégulière, ses façades en retrait et ses arêtes vives créent un effet de vissage hélicoïdal du bas vers le haut de l'ensemble du donjon. Une passerelle est reliée au donjon, protégée par une petite tour, qui mène à une massive tour semi-circulaire, reliée par un ravelin avec deux portes d'entrée (dont une est encore visible). La passerelle et la tour semi-circulaire forment une arbalète vue de dessus. Cette extravagance architecturale peut être considérée comme la signature même de Francesco di Giorgio Martini. La complexité de l'ensemble de la fortification aurait été encore accrue si, comme le rapportent les traités d'architecture, une autre tour arrondie avait été construite, prévue du côté ouest, mais jamais construite. Cette tour aurait compris les pièces à usage d'habitation, non présentes à l'intérieur de la forteresse.

## Musée de reconstitution historique

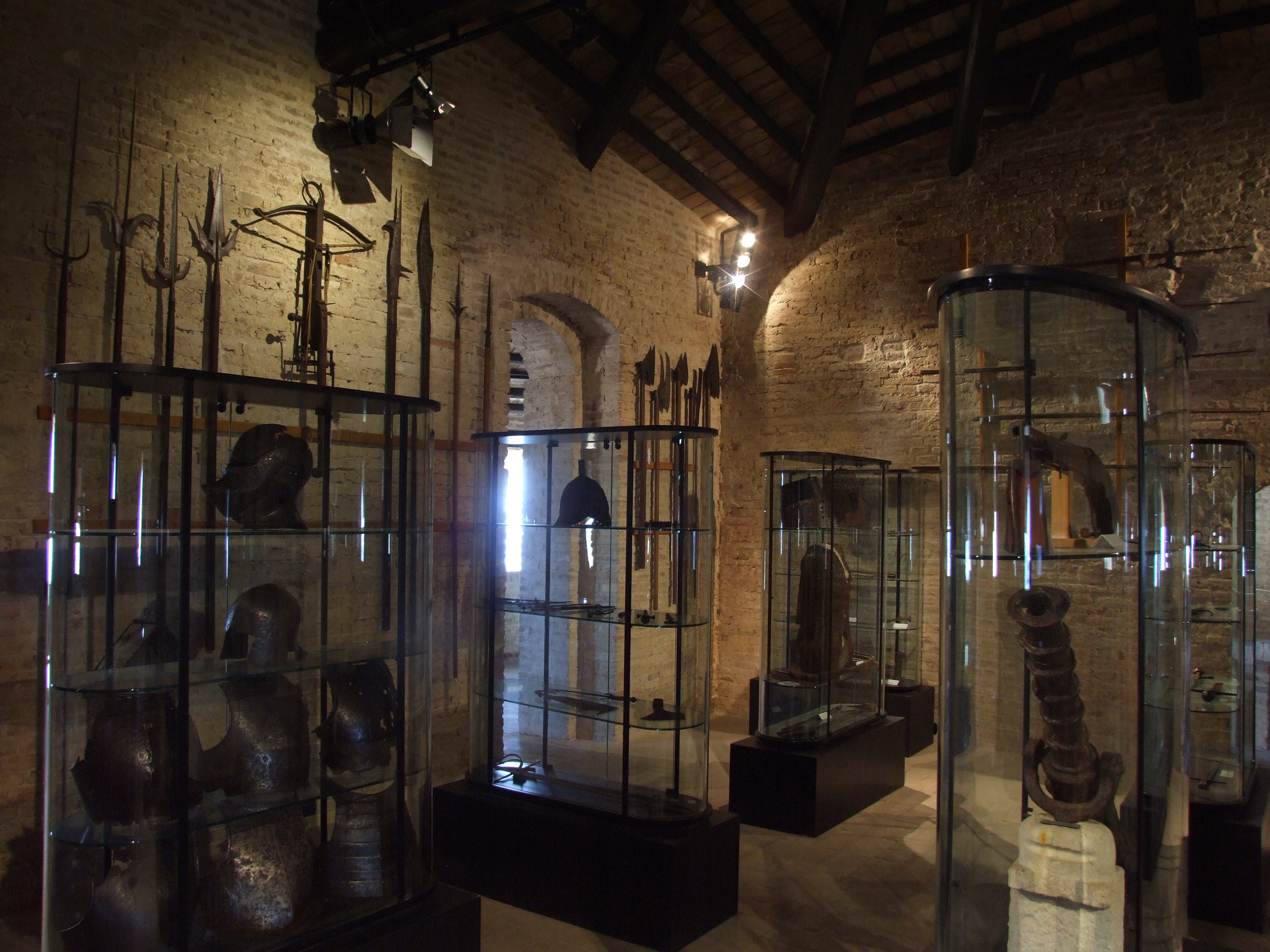
L'armurerie installée au cinquième niveau du donjon.

Les environnements internes correspondent en grande partie aux structures originales. Actuellement, ces espaces sont destinés à des espaces d'exposition et de musée, dont une importante armurerie (collection d'armures, d'artillerie et d'instruments à usage militaire). 
Le Museo di rievocazione storica (it), reconstitution de scènes de la vie de la Renaissance, s'étend sur quatre des cinq étages du Mastio. Depuis 2000, un parc des « Machines de guerre » de Francesco di Giorgio Martini est aménagé dans les douves de la forteresse. Unique en son genre, le parc comprend des reconstitutions fidèles en taille réelle de catapultes, trébuchets, bombardes et autres engins de siège, toutes prises et élaborées à partir des dessins originaux de l'architecte siennois.

## Galerie

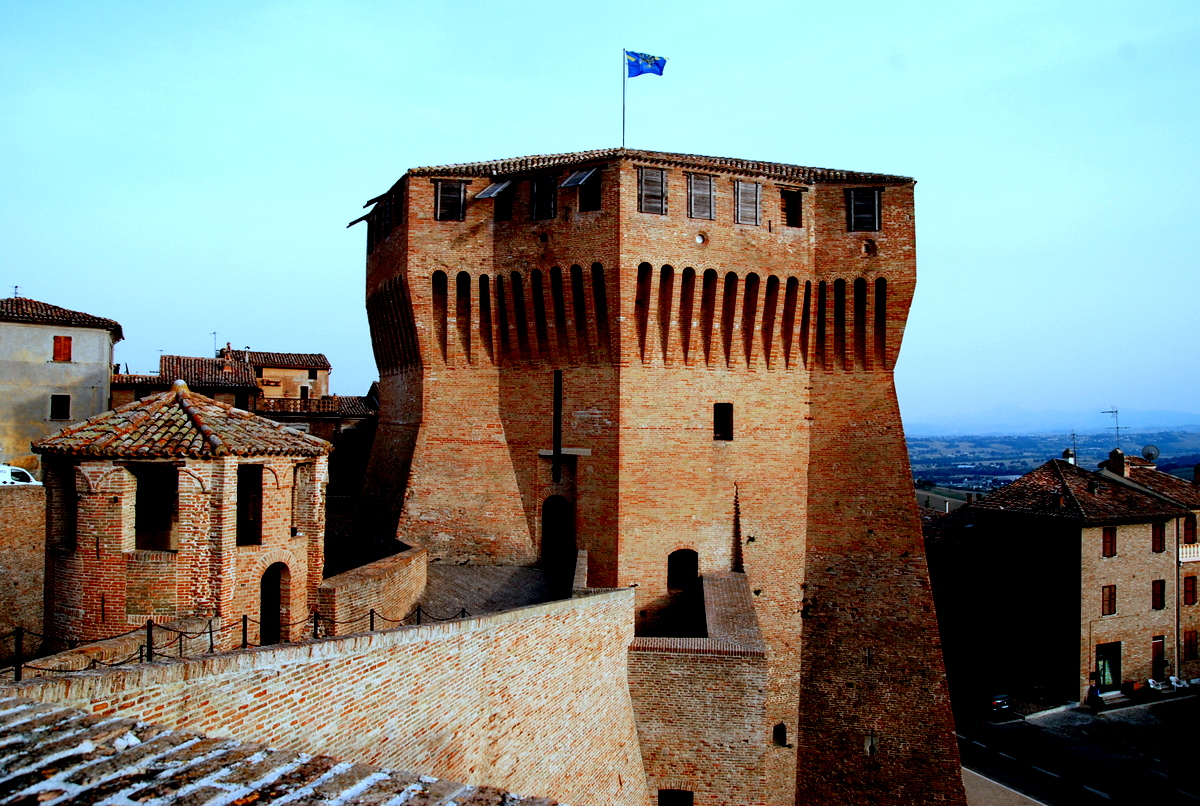
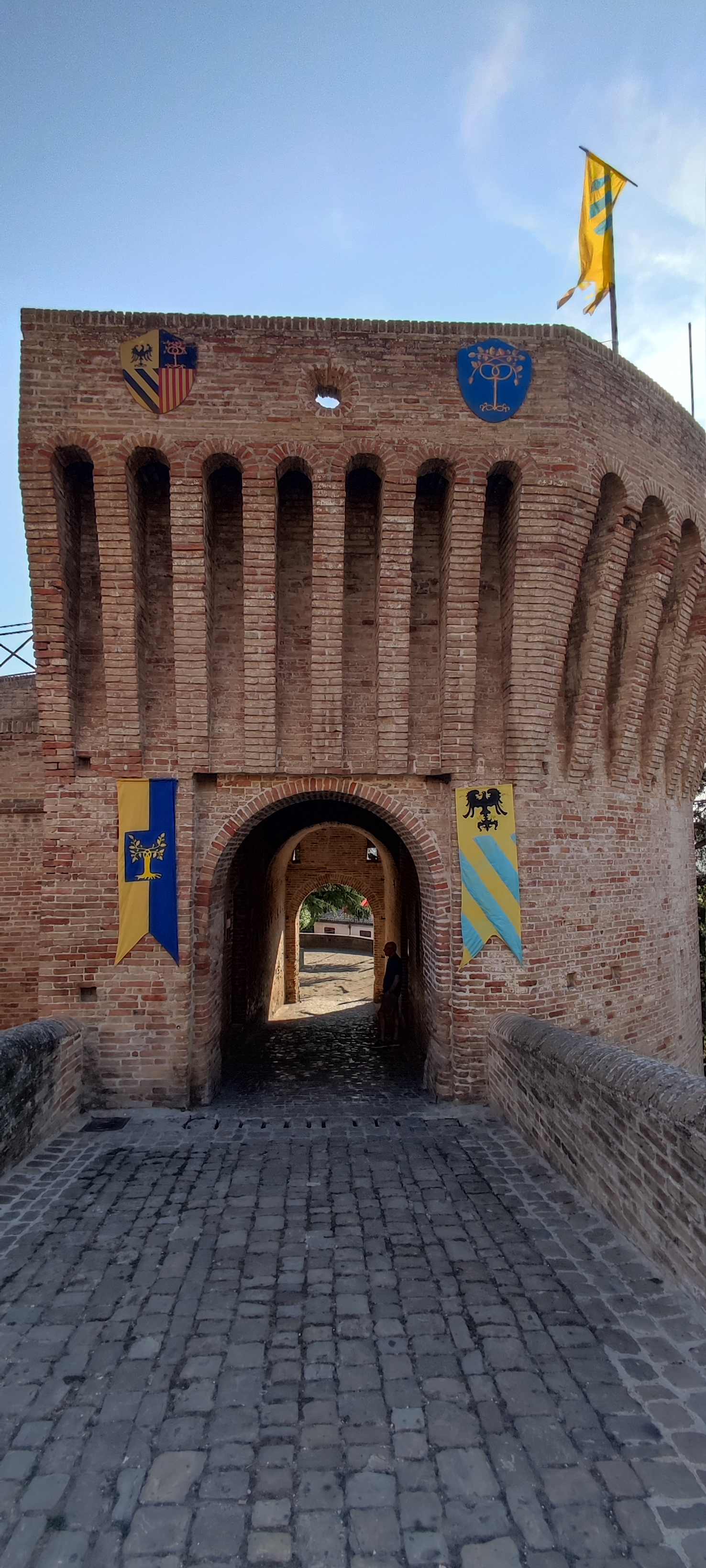
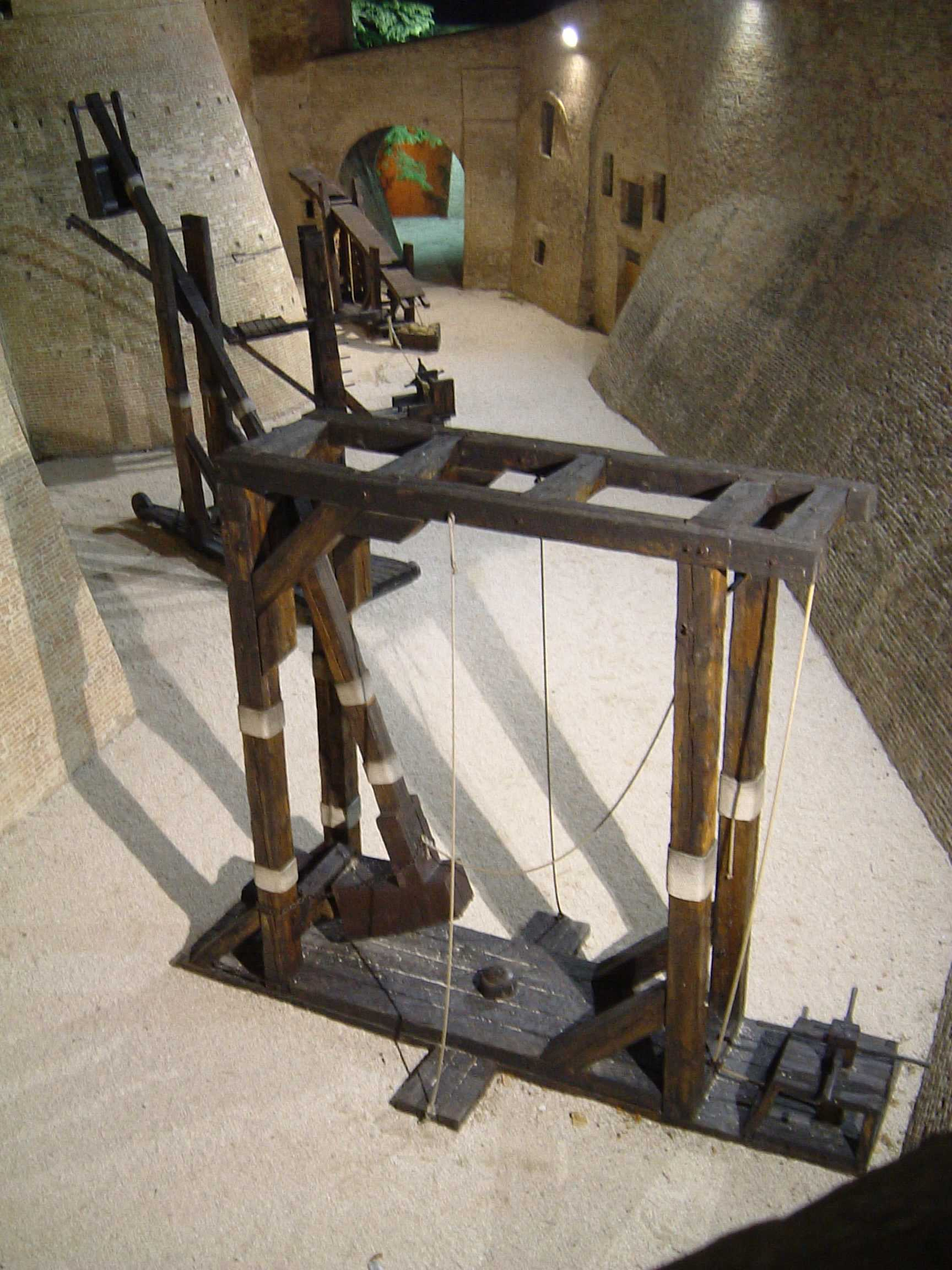
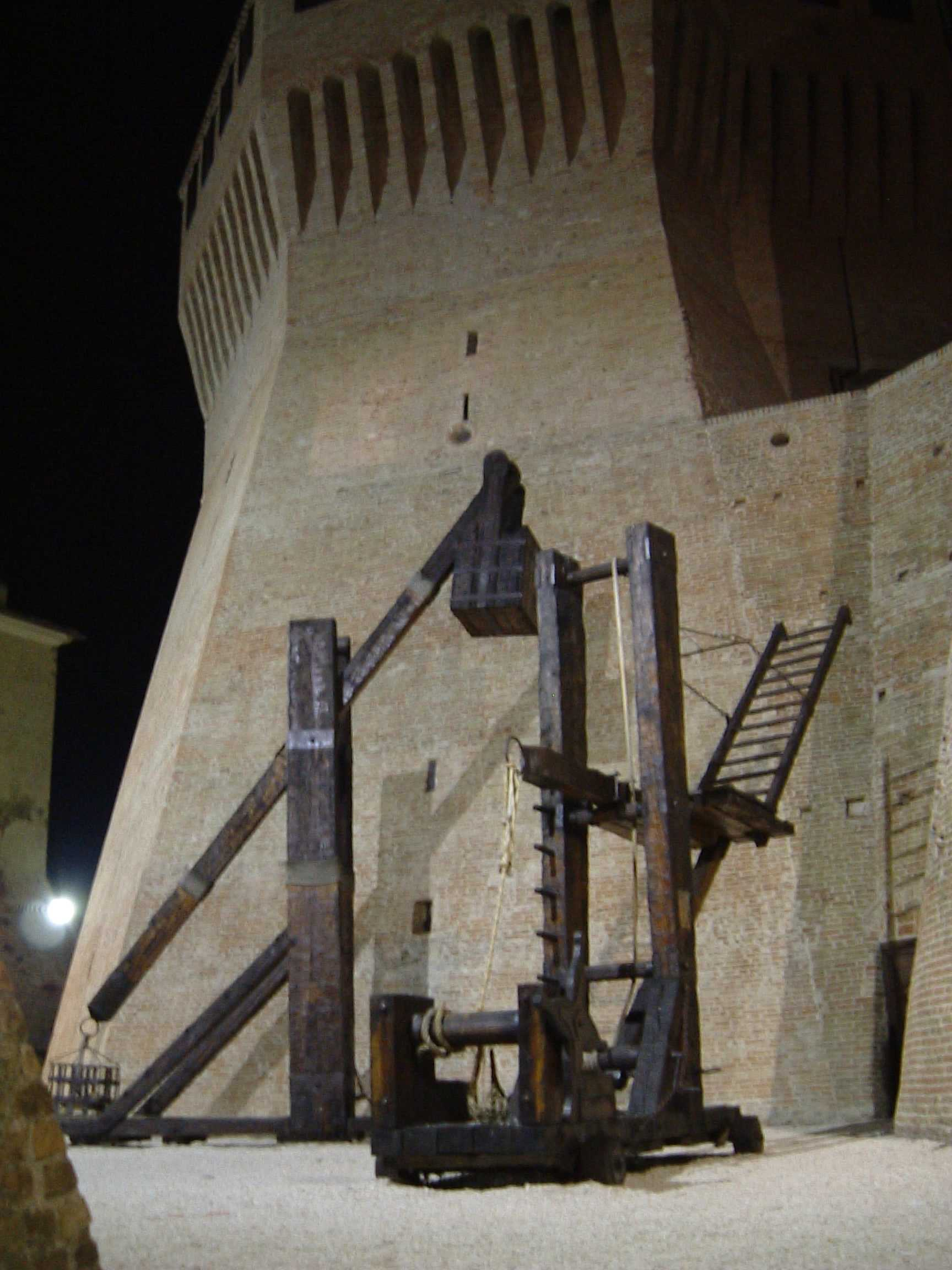